# Rhodes, Moselle
Rhodes är en kommun i departementet Moselle i regionen Grand Est (tidigare regionen Lorraine) i nordöstra Frankrike. Kommunen ligger i kantonen Sarrebourg som tillhör arrondissementet Sarrebourg. År 2022 hade Rhodes 124 invånare.

## Befolkningsutveckling
Antalet invånare i kommunen Rhodes
| Referens: INSEE |